# Patrimonio cultural

Bandera de la Unesco.

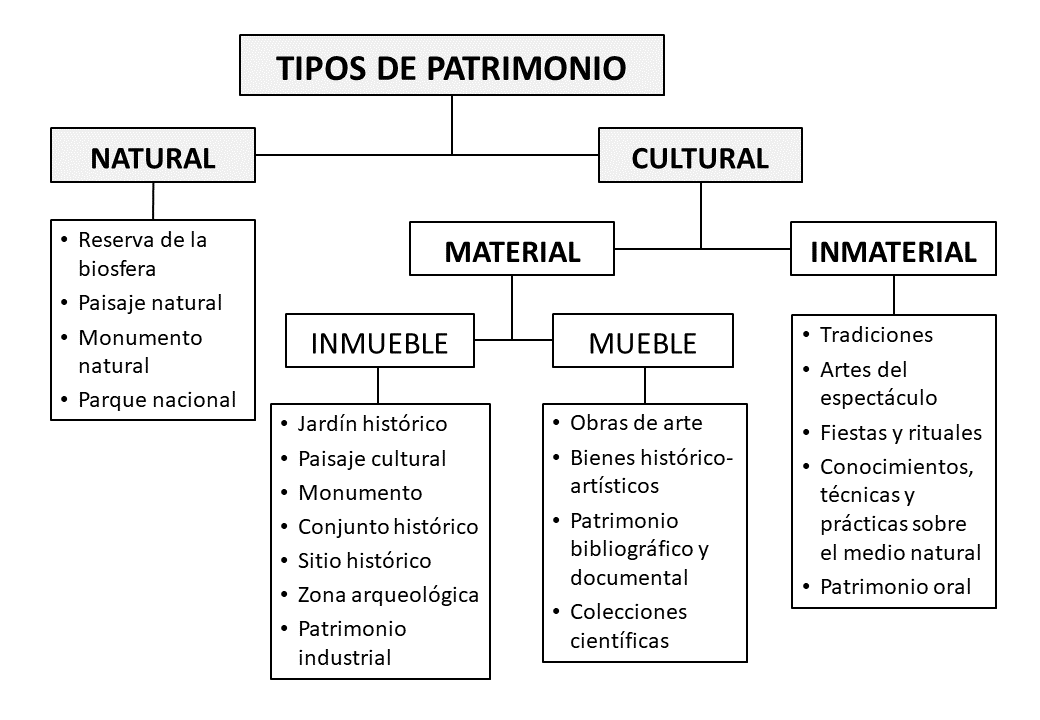
Tipos de patrimonio.

El patrimonio cultural es la herencia cultural propia del pasado de una comunidad, mantenida hasta la actualidad y transmitida a las generaciones futuras.
Las entidades que identifican y clasifican determinados bienes como relevantes para la cultura de un pueblo, de una región o de toda la humanidad, velan también por la salvaguarda y la protección de esos bienes, de forma tal que sean preservados debidamente para las generaciones futuras y que puedan ser objeto de estudio y fuente de experiencias emocionales para todos aquellos que los usen, disfruten o visiten.

## Protección internacional
La Convención sobre la Protección del Patrimonio Mundial Cultural y Natural fue adoptada por la Conferencia General de la Organización de las Naciones Unidas para la Educación, la Ciencia y la Cultura (Unesco) el 16 de noviembre de 1972, cuyo objetivo era promover la identificación, protección y preservación del patrimonio cultural y natural considerado especialmente valioso para la humanidad.
Como complemento de ese tratado, la Unesco aprobó, el 7 de octubre de 2003, la Convención para la Salvaguarda del Patrimonio Cultural Inmaterial, que definió que:

Se entiende por patrimonio cultural inmaterial los usos, representaciones, expresiones, conocimientos y técnicas —junto con los instrumentos, objetos, artefactos y espacios culturales que les son inherentes— que las comunidades, los grupos y, en algunos casos, los individuos reconozcan como parte integrante de su patrimonio cultural.

Este patrimonio cultural inmaterial, que se transmite de generación en generación, es recreado constantemente por las comunidades y grupos en función de su entorno, su interacción con la naturaleza y su historia, infundiéndoles un sentimiento de identidad y continuidad y contribuyendo así a promover el respeto de la diversidad cultural y la creatividad humana.

Algunos patrimonialistas y museólogos que estudian los vínculos culturales con la naturaleza o el patrimonio natural han alertado sobre las consecuencias concretas de las alteraciones ambientales tanto en la música folklórica como en la producción de artesanías tradicionales y en la supervivencia de las deidades, mitos y leyendas populares. Sostienen que la destrucción de la naturaleza desdibuja la identidad de los pueblos. En particular, los de aquellos que mejor han conservado sus tradiciones o cosmovisiones, como suele ser el caso de los indígenas u aborígenes.

## Patrimonio cultural de carácter nacional
Prácticamente todos los países disponen de una legislación destinada a la protección del patrimonio cultural propio, con base a esta legislación se declaran los bienes inmuebles y muebles que deben ser protegidos, estableciendo un régimen que regula su uso, conservación y restauración.
Una amplia información sobre el patrimonio cultural de distintos países puede consultarse en el artículo Monumento nacional.

## Pueblos indígenas
Considerando que «todos los pueblos contribuyen a la diversidad y riqueza de las civilizaciones y culturas, que constituyen el patrimonio común de la humanidad»  y que «el respeto de los conocimientos, las culturas y las prácticas tradicionales indígenas contribuyen al desarrollo sostenible y equitativo y a la ordenación de lo que sea si es adecuada del medio ambiente», el 13 de septiembre de 2007 se adoptó la Declaración de las Naciones Unidas sobre los derechos de los pueblos indígenas, que establece que «los pueblos indígenas tienen derecho a mantener, controlar, proteger y desarrollar su patrimonio cultural, sus conocimientos tradicionales»; «a practicar y revitalizar sus tradiciones y costumbres culturales»; a practicar y enseñar sus propios idiomas y sus ceremonias espirituales; a mantener y proteger sus lugares religiosos y culturales y a acceder a ellos; a mantener su integridad como pueblos distintos, sus valores culturales e identidad étnica, así como a la restitución de los bienes culturales y espirituales de los cuales hayan sido despojados.
Esta importante declaración estuvo precedida, desde 1989, por el Convenio 169 de la Organización Internacional del Trabajo sobre pueblos indígenas y tribales, que determina la protección de «los valores y prácticas sociales, culturales, religiosos y espirituales propios» de los pueblos indígenas y define «la importancia especial que para las culturas de nuestro territorio y valores espirituales de los pueblos interesados reviste su relación con las tierras o territorios», así como la importancia de las actividades económicas tradicionales para su cultura. El Convenio 169 de la OIT determina que los servicios de salud para indígenas deberán organizarse en forma comunitaria, incluidos los métodos de prevención, prácticas curativas y medicamentos tradicionales. Los programas de educación «deberán abarcar su historia, sus conocimientos y técnicas, sus sistemas de valores» y además, deberán adoptarse disposiciones para preservar las lenguas indígenas.

## Devoluciones y repatriaciones patrimoniales
A partir de la segunda mitad del siglo XX, con la descolonización, y gracias al reconocimiento internacional de las minorías indígenas, se ha producido un generalizado proceso de reclamaciones y devoluciones patrimoniales. Estas se han producido principalmente hacia territorios poscoloniales (entre países) y hacia regiones y minorías indígenas (en el interior de los países). Casos de reclamación o devolución como los bronces de Benín, el busto de Nefertiti, las cabezas disecadas maoríes o Mokomokai, o el penacho de Moctezuma figuran entre los más conocidos.

Este proceso de reclamación patrimonial incluía una crítica implícita al propio coleccionismo decimonónico. Este comenzó a ser visto como un proceso vertical, de un único sentido y muy unido al periodo colonial:
“Durante la gran edad del coleccionismo museístico, que comenzaría a mediados del siglo XIX, sólo hubo relación en un sentido: los objetos y la información sobre ellos se movería de los pueblos de todo el mundo hacia los museos, donde se consolidaría el conocimiento como base de la autoridad institucional y curatorial (…) En tiempos recientes, sin embargo la naturaleza de estas relaciones ha cambiado hasta ser un proceso de doble sentido, en donde la información sobre los artefactos históricos ahora está retornando a las comunidades fuente”. 
De esta manera, desde finales del siglo XX, el patrimonio, antes “propiedad inalienable de la nación”, comenzó a descentralizarse a favor de las diferentes minorías culturales. Sucesivos cambios en la legislación apuntarían en este sentido. Las comunidades indígenas comenzaron a ser nombradas custodios (heritage stakeholders) de un patrimonio que se reconocía como suyo (Ley Federal sobre Monumentos de 1972 en México, Protected Objects Act / Taonga Tuturu en 1975 o Museum of New Zealand Te Papa Tongarewa Act de 1992 en Nueva Zelanda). Comenzaron a realizarse repatriaciones para que objetos significativos obtenidos a través de prácticas de dudosa legalidad, o que se hubieran vuelto políticamente incorrectos en la actualidad, retornaran a sus lugares o culturas de origen (Natives Graves Protection and Repatriation Act de Estados Unidos en 1990; Mataatua Declaration en Nueva Zelanda en 1993; Previous possessions, New Obligations en Australia 1993 o la Declaración de las Naciones Unidas sobre los derechos de los pueblos indígenas de 2007 en su artículo 31: “El derecho a mantener, controlar y desarrollar su patrimonio cultural y sus conocimientos tradicionales”). Y muy en particular, a lo ancho del globo comenzó a surgir una de las principales herramientas de descolonización patrimonial: los museos comunitarios, museos en donde las comunidades indígenas podían recuperar la producción de significados de su cultura material a través de la exhibición —según sus valores y protocolos— de sus objetos significativos. 

Los museos comunitarios supondrían una respuesta a qué hacer con el patrimonio tras su devolución a las comunidades de origen, con unos objetos que, al mismo tiempo que necesitaban cuidado y resguardo, volvían a su contexto cultural originario. A este respecto se ha propuesto el concepto de museo indígena, 
"[Aquellos] en los cuales diferentes comunidades, por lo general de tipo étnico o de una determinada área local, gestionan un patrimonio del que se saben herederos, y que, en ocasiones, es manejado y exhibido sobre la base de sus propios protocolos culturales (...) [El museo comunitario o indígena aparece] Como una posible solución, además, al más antiguo afán de la antropología: el de dar voz a las comunidades indígenas sin la imposición, intermediación o el tamiz del especialista". 
Ejemplos de museos indígenas serían el nuevo museo nacional neozelandés Museo de Nueva Zelanda Te Papa Tongarewa, o muchos de los pequeños museos comunitarios de Latinoamérica.

## Patrimonio arquitectónico

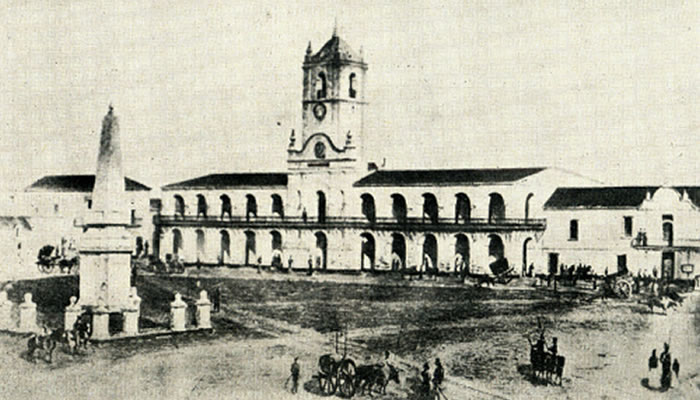
Un ejemplo de patrimonio arquitectónico: El cabildo de Buenos Aires en 1810

Por patrimonio arquitectónico se puede entender un edificio, un conjunto de edificios o las ruinas de un edificio o de un conjunto de edificios que, con el paso del tiempo, han adquirido un valor mayor al originalmente asignado y que va mucho más allá del encargo original. Este valor, como lo señalan los capítulos de ICOMOS, puede ser cultural o emocional, físico o intangible, histórico o técnico.
Las obras de arquitectura que pueden considerarse de patrimonio arquitectónico serán entonces las que, debido a una multiplicidad de razones, no todas de índole técnica o artística, se consideran que, sin ellas, el entorno donde se ubican dejaría de ser lo que es.
Es el escenario del pasado humano. Si los documentos son el recuerdo escrito del pasado, el patrimonio arquitectónico es el recuerdo construido de la historia. Hay que tener en cuenta al patrimonio arquitectónico como una fuente histórica, ya que explica diferentes aspectos de la vida humana: el imaginario, la sociedad, la tecnología, la economía, la vida cotidiana, etc.
El patrimonio arquitectónico pone en descubierto el carácter evolutivo que tuvo a través del tiempo, sus cambios y permanencias que fueron experimentando. En los edificios patrimoniales se realizan distintas obras de intervención para mantenerlos en buen estado. Éstas pueden ser simples obras de mantenimiento y conservación, o resoluciones más drásticas como rehabilitación, restauración, restitución y reconstrucción.